# Enterochromaffine cel

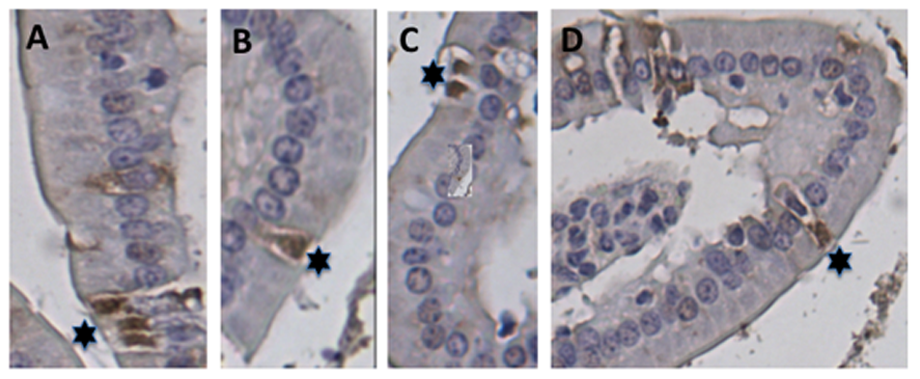
Lokalisatie van enterochromaffine cellen in de dunne darm van muizen. (A) Kronkeldarm, (B–D) Twaalfvingerige darm. Sterren geven enterochromaffine cellen aan.

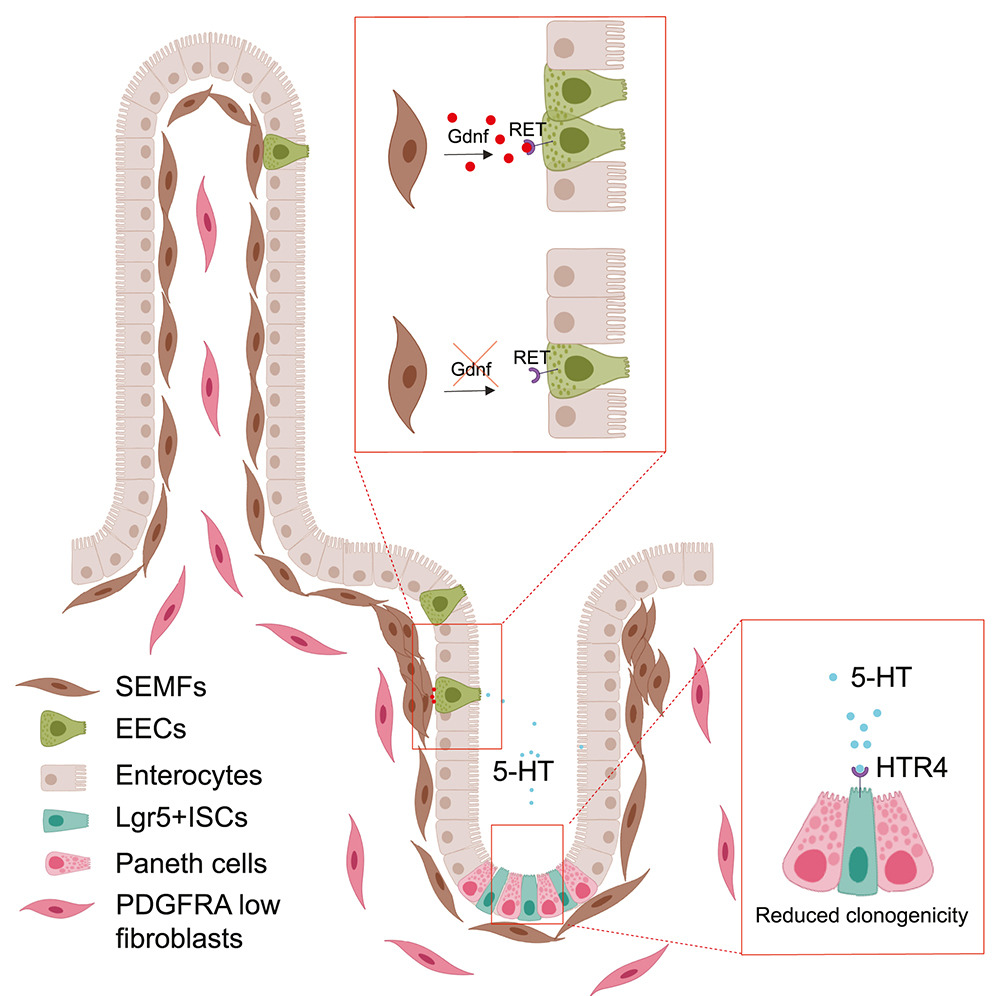
Darmvlok met crypt (onderaan) en enterochromaffine cellen (EECs), subepithele myofibroblasts (SEMFs).

Enterochromaffine cellen (ook bekend als Kulchitsky-cellen) zijn een type entero-endocriene cel en neuro-endocriene cel. Ze bevinden zich in het epitheel dat het lumen van het spijsverteringskanaal bekleedt en spelen een cruciale rol bij de gastro-intestinale regulatie, met name de darmmotiliteit en -secretie. Ze werden ontdekt door Nikolaj Kulchitsky.
Als zogenaamde neuro-endocriene cellen van het darmslijmvlies produceren en geven ze bepaalde hormonen en neurotransmitters af. Deze sterk gegranuleerde (gekorrelde) cellen danken hun naam aan hun aanwezigheid in de darm en aan hun vermogen om kleurstoffen te binden en daardoor sterk gekleurd kunnen worden. In de chromaffine granulen (korrels) van de neuro-endocriene cellen zit chromogranine-A, een zuur, hydrofiel proteïne van 49kDa.
Enterochromaffine cellen moduleren neuronale signalering in het enterisch zenuwstelsel via de secretie van de neurotransmitter serotonine en andere peptiden. Omdat enterische sensorische zenuwen en motorische zenuwen niet in het darmlumen uitsteken, fungeren enterochromaffine cellen als een vorm van sensorische transductie.[1] Recent onderzoek heeft echter de directe vagale verbinding met een gespecialiseerde entero-endocriene cel, de neuropode-cel, aangetoond. Enterochromaffine cellen, bekend als neuropode-cellen, geven snel signalen door van de darmen naar de hersenen via een directe communicatie met vagale en primaire sensorische zenuwcellen.Serotonine in het enterisch zenuwstelsel werkt in synergie met andere spijsverteringshormonen om sensorische en motorische gastro-intestinale reflexen te reguleren. Enterochromaffine cellen reageren op zowel chemische als neurologische stimuli. Ze reageren ook op mechanosensatie, wat het geval is bij de peristaltische reflex van de darm, en kunnen worden gestimuleerd door een bolus die door de darm beweegt. Na activering geven enterochromaffine cellen serotonine af om in te werken op serotonine-receptoren op enterisch zenuwstelsel-zenuwcellen. Afhankelijk van de concentratie kan serotonine vervolgens de peristaltische contractie en secretie moduleren door respectievelijk de activering van glad spierweefsel en klieren.
Enterochromaffine cellen worden beschouwd als de fundamentele cellen van de interactie tussen microbiota, darmen en hersenen bij cognitie, depressie en chronische pijn.

## Structuur
Enterochromaffine cellen zijn kleine veelhoekige cellen in de crypten tussen de darmvilli. Ze onderscheiden zich van andere cellen in de gastro-intestinale epitheliale crypten door de aanwezigheid van basaal gelegen granulaten die serotonine en andere peptiden bevatten. Ultrastructureel gezien variëren deze granulaten in grootte en vorm en worden ze als pleomorf beschouwd.
De meeste enterochromaffine cellen communiceren met het lumen van de darmcrypten via apicale microvilli (uitsteeksels) en worden 'open' genoemd. Een deel van de enterochromaffine cellen steekt niet uit in het cryptlumen en wordt vervolgens 'gesloten' genoemd.[7] Enterochromaffine cellen strekken zich doorgaans uit tot aan de basale lamina met cytoplasmatische uitlopers waarvan bekend is dat ze door het bindweefsel en aangrenzende klieren lopen. Weefsel onder de enterochromaffine cellen bevat doorgaans haarvaten met veel poriën, lymfevaten en kleine ongemyeliniseerde zenuwvezels. De uitgescheiden serotonine kan óf worden opgenomen in de aanwezige bloedvaten (getransporteerd in het bloed door bloedplaatjes) óf inwerken op de synaptische uiteinden van de zenuwen.

### Verdeling
Enterochromaffine cellen worden aangetroffen op specifieke locaties in het maag-darmkanaal, voornamelijk in de dunne darm, de dikke darm en de blinde darm. Het aandeel celpopulaties met hoge dichtheid varieert tussen soorten, wat wordt toegeschreven aan verschillen in voedingsbehoeften en fysiologische kenmerken.

## Ontwikkeling
Bij zich ontwikkelende kippenembryo's zijn enterochromaffine cellen aangetroffen in biopten van ontwikkelend maag-darmweefsel vóór de migratie van neurale lijstcellen. Hoewel enterochromaffine cellen neuro-endocriene eigenschappen hebben en chemisch en histologisch vergelijkbaar zijn met cellen van het bijniermerg, zijn ze geen afgeleiden van de neurale lijst en delen ze geen vergelijkbare voorlopercel. Aangenomen wordt dat enterochromaffine cellen afkomstig zijn van endodermale oorsprong en afstammen van de stamcellen die andere epitheelceltypen van het gastro-intestinale lumen vormen.

## Functie
De primaire functie van enterochromaffine cellen is het synthetiseren en afscheiden van serotonine voor de modulatie van gastro-intestinale zenuwcellen. Serotonine, ook wel 5-hydroxytryptamine (5HT) genoemd, kan worden geclassificeerd als een hormoon, neurotransmitter en mitogeen. Het staat vooral bekend om zijn rol in het centraal zenuwstelsel, maar speelt een belangrijke rol in de periferie, met de grootste endogene serotoninevoorraad in de darm (90% van de endogene voorraad). In het enterische zenuwstelsel is serotonine een essentiële modulator van sensorische transductie en slijmafscheiding. De afgifte van serotonine uit enterochromaffine cellen kan worden geactiveerd door een veelheid aan stimuli, met name luminale vergroting, parasympathische prikkeling of veranderingen in osmotische concentraties in de darminhoud.

## Klinische betekenis

### Prikkelbaredarmsyndroom
Prikkelbaredarmsyndroom (PDS) is een aandoening die gepaard gaat met chronische darmklachten en buikpijn en die in ernst varieert tussen patiënten. Abnormale serotonineconcentraties zijn in verband gebracht met PDS, voornamelijk verhoogde concentraties die de gastro-intestinale motiliteit en slijmafscheiding vanuit het darmslijmvlies intensiveren. Ernstig PDS manifesteert zich vaak als chronische constipatie of chronische diarree, en abnormale enterochromaffine celpopulaties zijn met beide aandoeningen in verband gebracht. Bij patiënten met postinfectieuze PDS hebben rectumbiopsieën een dramatische toename van enterochromaffine cellenpopulaties aangetoond die geassocieerd worden met diarreeklachten.
Ook zijn er verminderde enterochromaffine cellenpopulaties waargenomen bij patiënten met chronische constipatie, wat wijst op een tekort aan serotonine en daardoor een verminderde gastro-intestinale motiliteit en secretie. Onderzoek wijst uit dat abnormale enterochromaffine cellenpopulaties, en daarmee serotonine-signalering, aanzienlijk kunnen bijdragen aan gastro-intestinale disfunctie. Behandeling met serotonine-receptoragonisten bij patiënten met functionele constipatie heeft enige effectiviteit laten zien bij het bereiken van een normale gastro-intestinale functionaliteit.

### Carcinoïdsyndroom
Carcinoïdsyndroom is een zeldzame aandoening die wordt gekenmerkt door een abnormale toename van circulerende biologisch actieve hormonen, voornamelijk serotonine, met vroege symptomen zoals diarree, buikkrampen en blozen. Een overmaat aan circulerende serotonine wordt meestal aangemaakt door carcinoïdtumoren in de dunne darm of blindedarm, die ontstaan zijn door enterochromaffine cellen. Tumoren groeien langzaam, maar kunnen uitzaaien naar de lever als ze agressief zijn. Ze kunnen ook op andere plaatsen voorkomen, met name in de longen en de maag.